# فلاديمير الأول
فلاديمير الأول (بالروسية القديمة:Володимѣръ Свѧтославичь) هو أمير كييف منذ 978 حتى 1015. أدخل المسيحية إلى كييف روس والذي جعل إمارته أمة مسيحية جديدة تتبع الطائفة الأرثوذكسية. كانت جدته لأبيه هي القديسة أولغا التي أخذت اسم هيلانة بعد المعمودية حيث اعتنقت المسيحية حين كانت وصية على العرش سنة 957. أما ابنها سفياتوسلاف أبو فلاديمير فقد رفض اعتناق المسيحية وبقى على الديانة الوثنية وعبادة آلهة الفايكنغ بالرغم من توسلات أمه ليقبل المعمودية، فقد اعتبرها خيانة عظمى لتقاليد شعبه.

## اعتناقه المسيحية

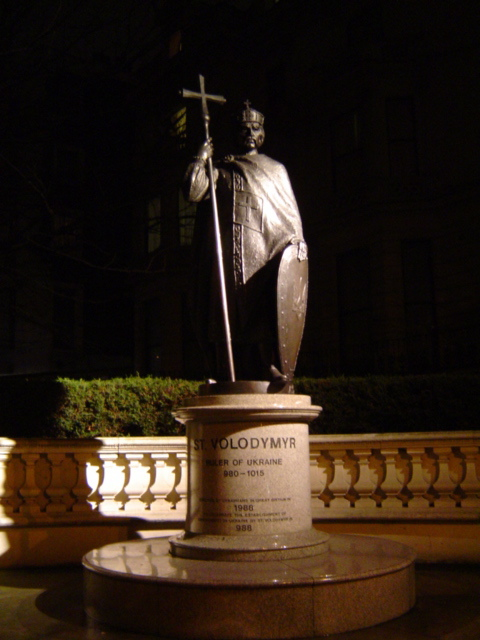
تمثال حديث لفلاديمير في لندن

كان فلاديمير في البداية مثل أبيه يرفض ترك عبادة الأوثان متمسكًا بها لدرجة أنه قام بتشييد معبد لإله الرعد بيرون وكانت تقدم له الذبائح البشرية. وعند عودة فلاديمير إلى مدينته بعد انتصاره في معركة قرر أن يقدم ذبيحة بشرية كشكر للآلهة ووقعت القرعة على أب وابنه مسيحيين هما ثيوذورس ويوحنا. بدأ بعدها في الاهتمام بالدين وبعدم رضائه بالوثنية فبدأ بالبحث في المعتقدات، وقد تردد فلاديمير - بحسب كتاب أخبار نسطور - بين أربعة معتقدات هي الإسلام، أو المسيحيّة الغربيّة، أو الأرثوذكسيّة البيزنطيّة أو اليهودية. وبعدها اختار الأرثوذكسية وتعمد في كييف العاصمة وقتها وكان باسيليوس الثاني الإمبراطور البيزنطي عرّابه. وبعدها أصبحت الأرثوذكسية هي الديانة الرسمية لروسيا منذ عام 989 أو 990. وفقاً لتوماس كندريك بما أن هدف فلاديمير من التحول كان سياسياً واقتصادياً أيضاً، لم يتم ترك خيار للسكان وتم أمرهم بالتحول للمسيحية كذلك، وتطلب الأمر استخدام القوة في نوفجورود. تعمد سكان كييف في معمودية جماعية بنهر الدنيبر على يد الكهنة اليونانيين الذين رافقوا الأميرة آنا أخت الإمبراطور والتي أصبحت زوجة فلاديمير فيما بعد. أمر فلاديمير بإلقاء الأصنام في نهر دنيبر بعد قمع المقاومة المحلية. تم تبني الطقوس البيزنطية باللغة السلافية للكنيسة القديمة. القصة (المستمدة من راهب يدعى يعقوب في القرن الحادي عشر) أن فلاديمير اختار الطقوس البيزنطية وليس طقوس المسيحية الألمانية أو اليهودية أو الإسلام بسبب «جمالها المتسامي»، على ما يبدو رمزية أسطورية، وربما كان السبب تصميمه على البقاء مستقلاً عن السيطرة السياسية الخارجية، ولا سيما من الألمان.
توفي فلاديمير في يوم 15 يوليو عام 1015 ميلادية.

## الشهيدان ثيوذورس ويوحنا
بعد أن اعتنق فلاديمير المسيحية قام ببناء كنيسة في المكان الذي مات فيه ثيوذورس وابنه يوحنا كتكفير عن تقديمهما ذبيحة بشرية ونقل أجسادهما إلى الكنيسة.

## العهد المسيحي
شكلّ فلاديمير بعد تحوله إلى المسيحية مجلساً كبيراً مكون من أبنائه وعين 12 من أبنائه حكاماً على إمارات رعاياه. وفقًا للوقائع الأولية، أسس مدينة بيلغورود في عام 991. وفي عام 992، قام بحملة ضد الكروات، وعلى الأرجح الكروات البيض الذين عاشوا على الحدود مع أوكرانيا الحديثة. تم قطع هذه الحملة عن طريق هجمات شعب البجناك على كييف وحولها.
في السنوات الأخيرة من حياته، عاش في سلام نسبي مع جيرانه الآخرين: بوليسلاف الأول شروبري حاكم بولندا، وستيفين الأول ملك المجر، وأندريه التشيكي. بعد وفاة زوجته آنا، قام بالزواج مرة أخرى، ومن المحتمل أن تكون زوجته حفيدة أوتو الأول.
خلال فترة حكمه المسيحي، عاش فلاديمير تعاليم الإنجيل من خلال الأعمال الخيرية. حيث كان يُوزع الطعام والشراب على الأقل حظاً، وبذل جهداً للوصول إلى الأشخاص الذين لم يتمكنوا من الوصول إليه. واستند عمله إلى الدافع لمساعدة جيرانه من خلال تقاسم عبء حمل صليبهم. أسس العديد من الكنائس، بما في ذلك كنيسة العشور في عام 989، وأنشأ المدارس، وقام بحماية الفقراء وأدخل المحاكم الكنسية. وكان يعيش في الغالب في سلام مع جيرانه، وتوغلات شعب البجناك وحدها كانت تقلق هدوئه.

## معرض صور

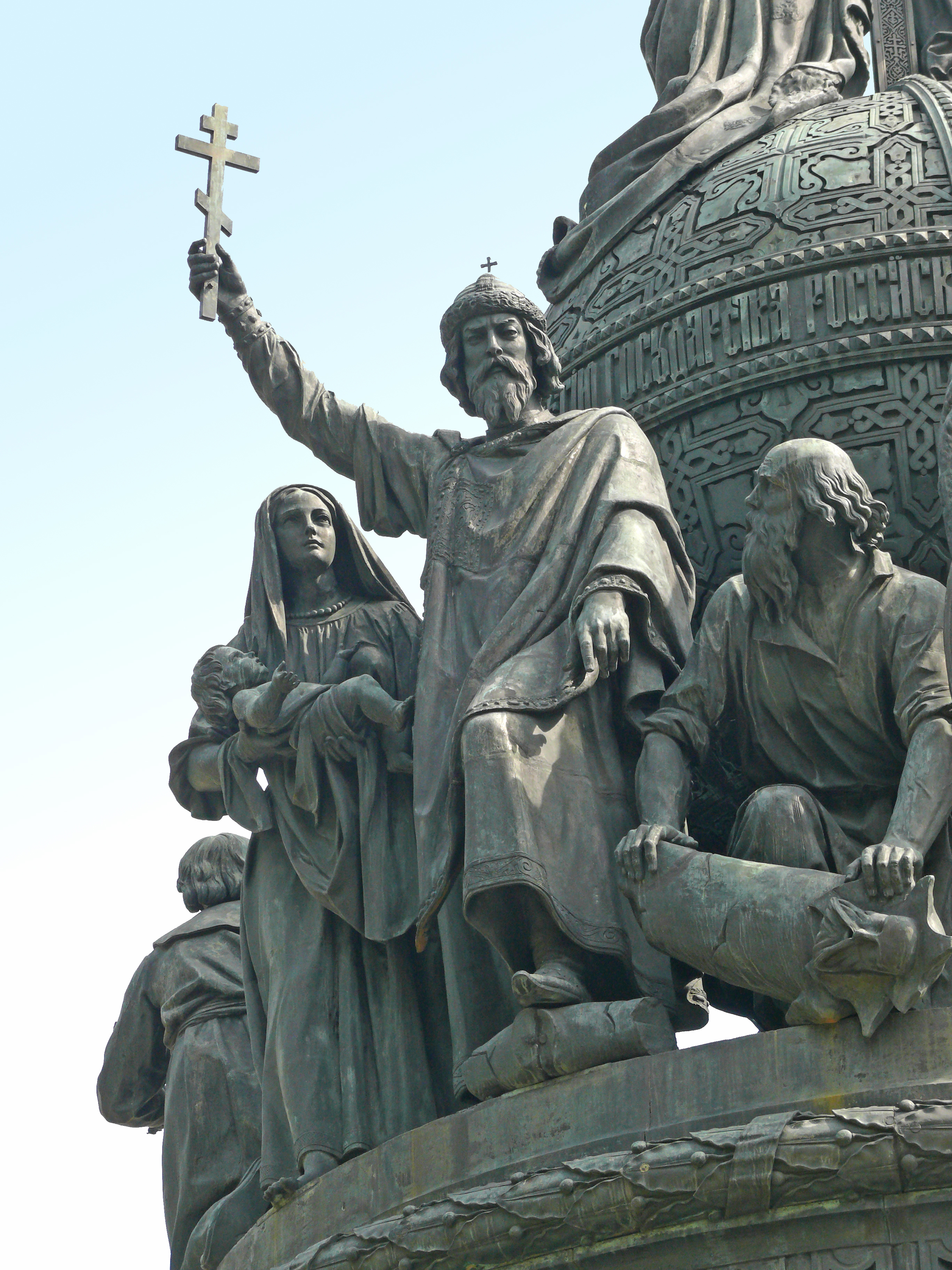
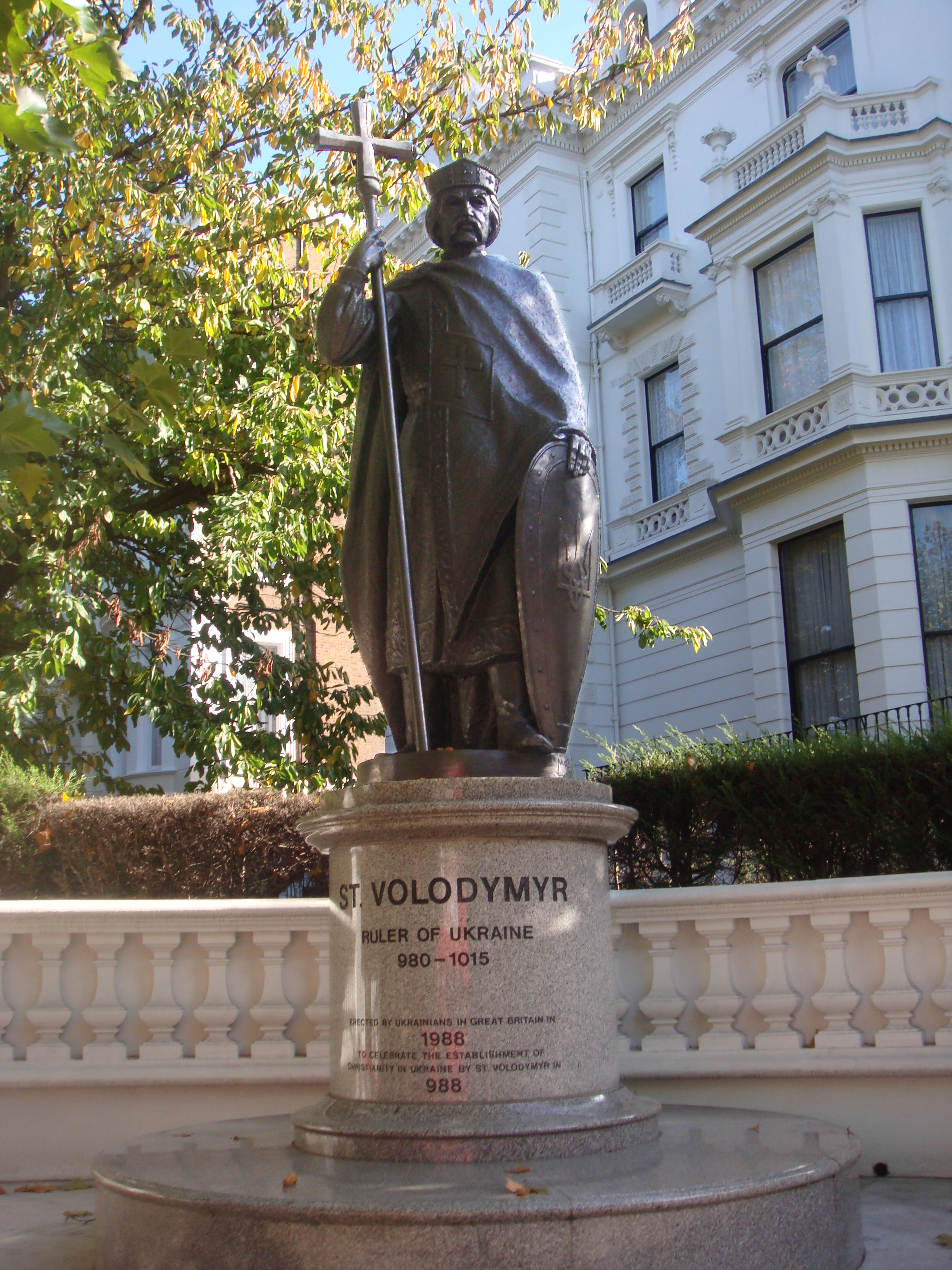
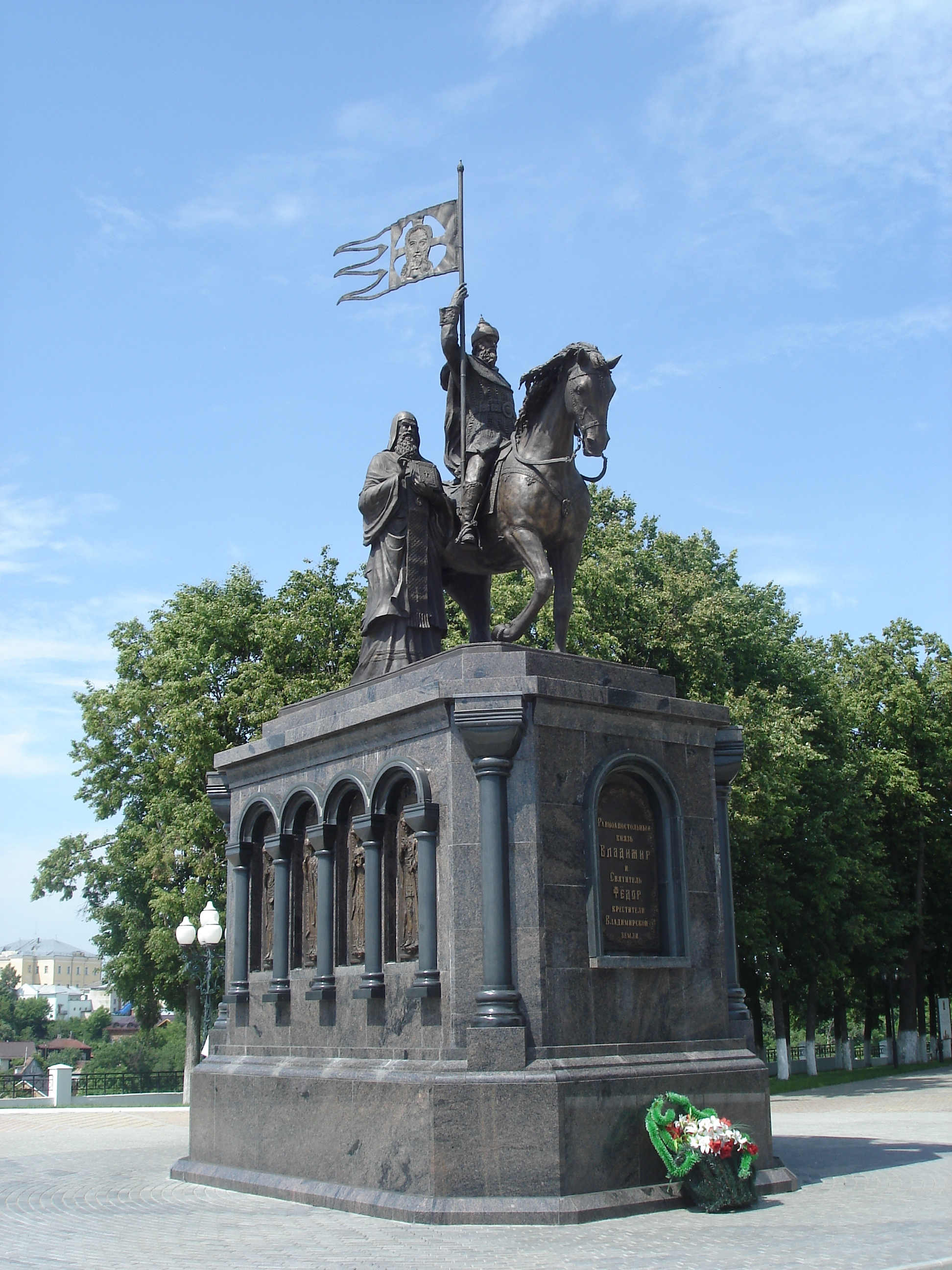
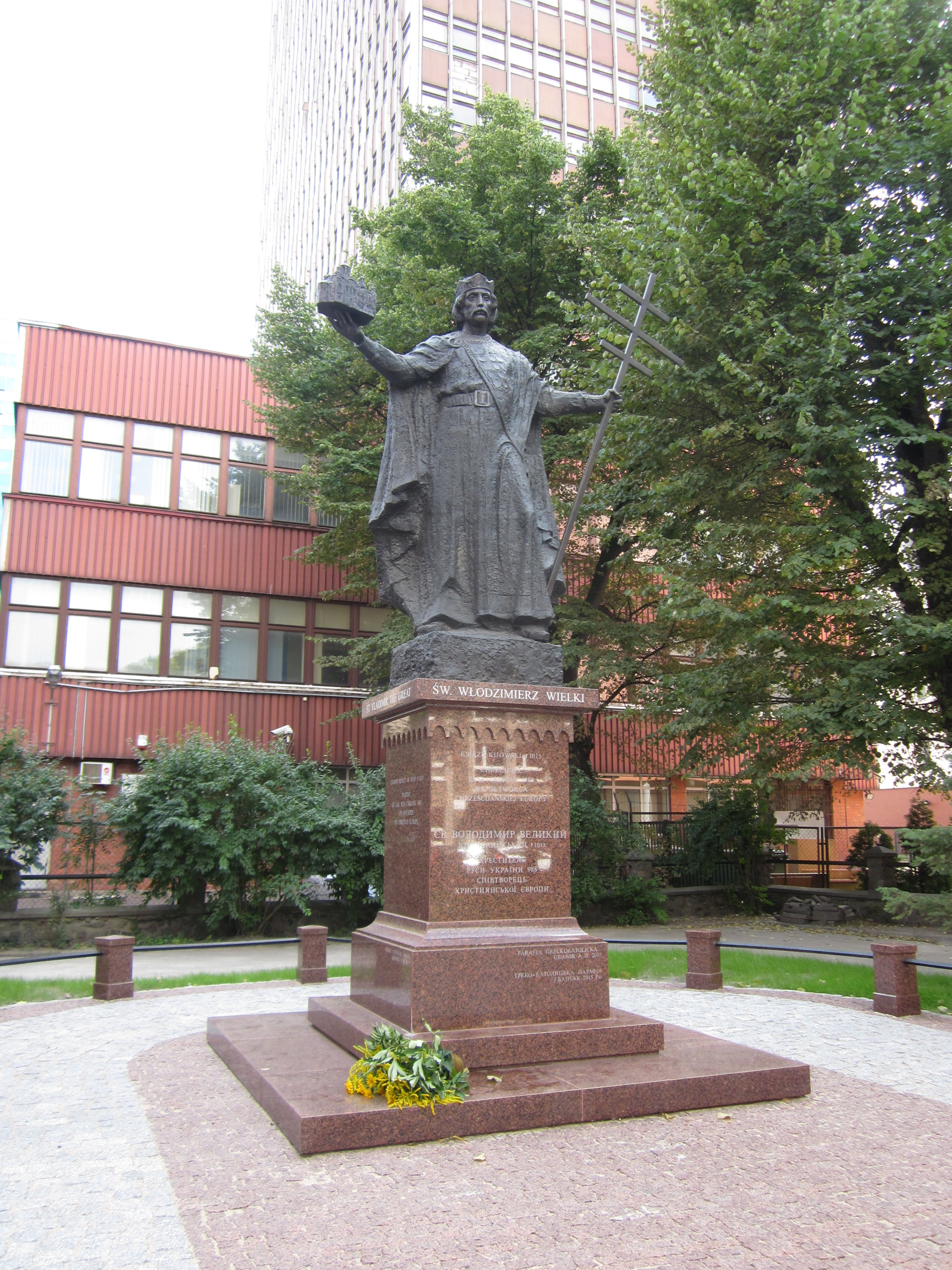